# Гетерограмма (литература)
Гетерограмма (фр. hétérogramme) — форма комбинаторной литературы, первоначально предложенная и наименованная в 1960-е году участниками французской литературной группы «УЛИПО». В основу гетерограммы кладётся текстовый фрагмент с неповторяющимися буквами, а последующий текст представляет собой серию перегруппировок этого набора букв (каждый шаг серии, таким образом, представляет собой анаграмму):
L’arc n’ose 

l’arcon se

sacre l’on

n’a l’or sec

l’or en sac

l’os: carne

en roc las
Наиболее известные образцы такой гетерограммы дали Ханс Беллмер в поэзии и Жорж Перек в прозе.
В дальнейшем получила распространение гетерограмма как искусство составления фраз с неповторяющимся буквенным составом, без дальнейшего анаграмматического варьирования, — для такого типа текстов используется также термин разнобуквица. В идеальной разнобуквице представлены по одному разу все буквы данного алфавита:
— Любя, съешь щипцы, — вздохнёт мэр, — кайф жгуч.
 

А. Ханян
Наконец, как отмечает А. В. Бубнов, в ряде случаев гетерограммой ошибочно называют пантограмму.